# Oborniki Śląskie
Oborniki Śląskie é um município da Polônia, na voivodia da Baixa Silésia e no condado de Trzebnica. Estende-se por uma área de 14,46 km², com 9 109 habitantes, segundo os censos de 2018, com uma densidade de 630 hab/km².